# Danh sách vùng chim đặc hữu tại Việt Nam
Ở Việt Nam, theo phân tích của tổ chức BirdLife quốc tế năm 1998 đã xác định có ba vùng chim đặc hữu (EBA): Vùng đất thấp Trung Bộ, Cao nguyên Đà Lạt và Vùng đất thấp Nam Việt Nam. Tuy nhiên, các nghiên cứu gần đây đã phát hiện thêm hai EBA khác là: Phân vùng Cao nguyên Kon Tum và Vùng núi đông-nam Trung Quốc. Ngoài ra Việt Nam còn có một phần của Phân vùng chim đặc hữu (Secondary Area-SA) Núi Fansipan và Bắc Lào. Phân vùng chim đặc hữu là nơi có một hoặc nhiều loài chim có vùng phân bố hẹp nhưng có ít hơn hai loài có vùng phân bố toàn cầu hoàn toàn nằm trong ranh giới vùng.

## Vùng chim đặc hữu đất thấp Trung Bộ

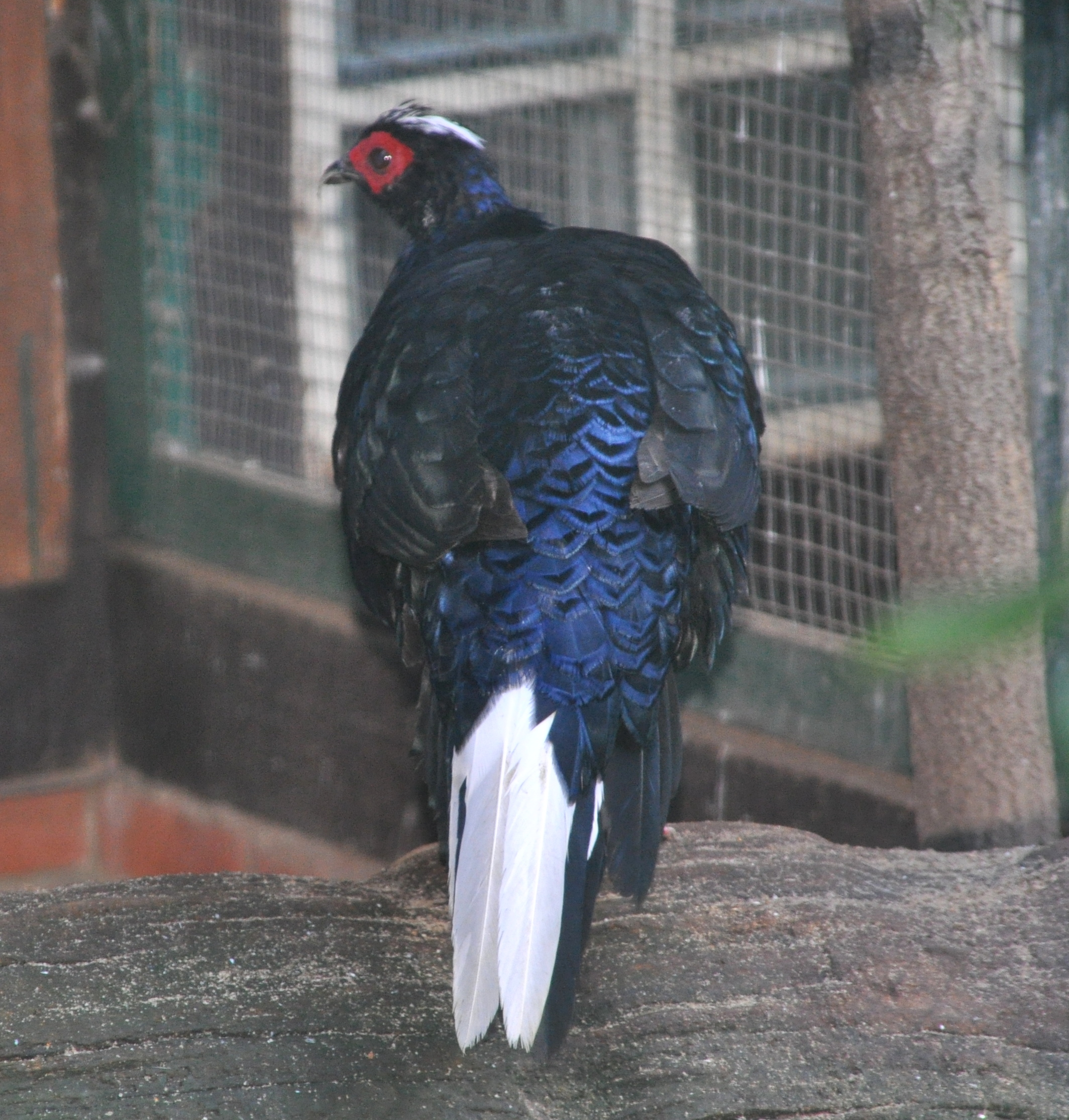
Gà lôi lam đuôi trắng, loài chim đặc hữu của vùng đất thấp Trung Bộ

Vùng chim đặc hữu đất thấp Trung Bộ nằm trong vùng đất thấp phía bắc miền Trung Việt Nam và bao gồm một phần nhỏ ở Trung Lào.
Nằm ở độ cao từ 0 đến 1000 m, vùng chim đặc hữu này có diện tích 51000 km², thuộc địa phận nam Ninh Bình, các tỉnh Bắc Trung Bộ Việt Nam (từ Thanh Hóa đến Thừa Thiên-Huế) và vùng phụ cận thuộc Trung Lào.
Thảm thực vật tự nhiên của vùng này là rừng thường xanh đất thấp, với một phần nhỏ diện tích rừng trên núi đá vôi. Hầu hết rừng ở vùng này đã mất, các diện tích rừng tự nhiên còn lại cũng bị chia cắt mạnh. EBA đất thấp Trung Bộ có chín loài chim có vùng phân bố hẹp, trong đó năm loài ghi nhận khẳng định cho vùng: gà so Trung Bộ Arborophila merlini, Gà lôi lam mào đen Lophura imperialis, Gà lôi lam đuôi trắng Lophura hatinhensis, Gà lôi lam mào trắng Lophura edwardsi và Khướu đá mun Stachyris herberti. Tuy nhiên, hiện vẫn đang có những tranh luận liên quan đến tình trạng phân loại ba loài Gà so Trung Bộ, Gà lôi lam mào đen và Gà lôi lam đuôi trắng, có thể cả ba đều không đủ tiêu chuẩn để công nhận là một loài (con lai hoặc đơn vị phân loại dưới loài).

## Vùng chim đặc hữu cao nguyên Đà Lạt
Vùng chim đặc hữu cao nguyên Đà Lạt ở phía nam của Tây Nguyên. Nằm ở vùng núi cao từ 800 m đến 2400 m, vùng chim đặc hữu này có diện tích 6000 km², thuộc địa phận tỉnh Lâm Đồng và vùng phụ cận thuộc Đắk Lắk, Ninh Thuận.
Thảm thực vật tự nhiên của vùng chim đặc hữu này là rừng thường xanh trên núi và rừng thông. Có tám loài chim có vùng phân bố hẹp ở vùng chim đặc hữu này, hầu như tất cả các loài đã tìm thấy ở rừng thường xanh trên núi. Ba loài phân bố hẹp đã hoàn toàn khẳng định cho khu vực là: Khướu đầu đen má xám, Mi núi Bà và Sẻ thông họng vàng. Ngoài ra vùng chim đặc hữu này có nhiều phân loài đặc hữu ví dụ Khướu ngực đốm Garrulax merulinus annamensis, phân loài này còn được một số tác giả xem như một loài riêng biệt.

## Vùng chim đặc hữu đất thấp Nam Việt Nam

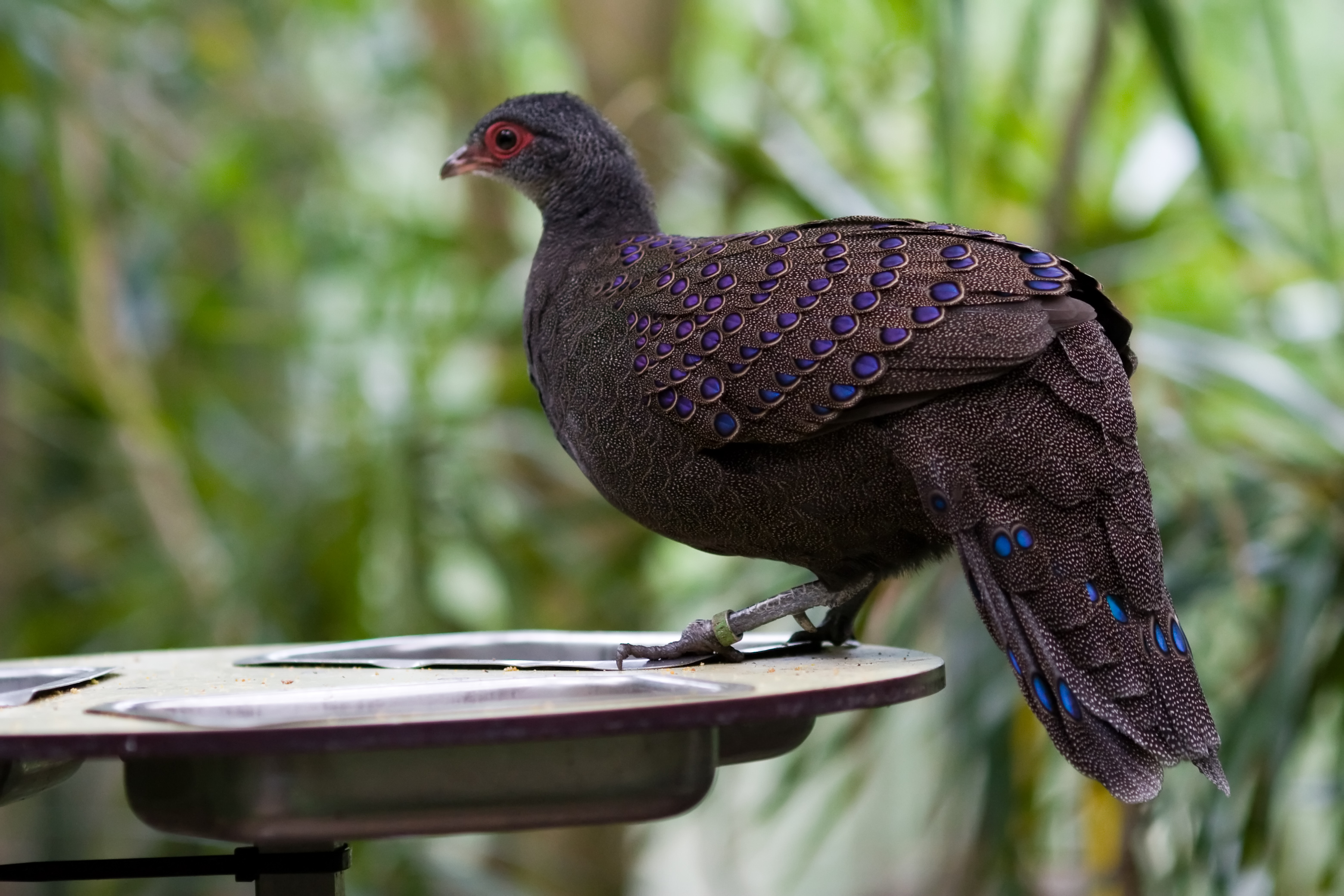
Gà tiền mặt đỏ, loài chim đặc hữu của vùng đất thấp Nam Việt Nam

Vùng chim đặc hữu đất thấp Nam Việt Nam thuộc vùng đất thấp phía nam Trung Bộ và bao gồm một phần nhỏ ở phía đông nam Cam-pu-chia.
Nằm ở độ cao từ 0 đến 1000 m, vùng chim đặc hữu này có diện tích 30000 km², thuộc địa phận các tỉnh Đồng Nai, Bình Phước, nam Lâm Đồng và có thể mở rộng ra các tỉnh Bình Thuận, Ninh Thuận, Khánh Hòa.
Thảm thực vật tự nhiên của vùng chim đặc hữu này là rừng thường xanh và nửa rụng lá trên đất thấp. Chỉ tìm thấy ba loài chim có vùng phân bố hẹp ở vùng chim đặc hữu này, trong đó hai loài hoàn toàn khẳng định bao gồm Gà so cổ hung Arborophila davidi và Gà tiền mặt đỏ Polyplectron germaini. Trước đây cả hai là những loài đặc hữu của Việt Nam nhưng gần đây chúng cũng tìm thấy ở phía đông nam của Cam-pu-chia.

## Phân vùng chim đặc hữu cao nguyên Kon Tum
Phân vùng chim đặc hữu cao nguyên Kon Tum ở phía bắc Tây Nguyên và một phần nhỏ thuộc trung Lào, là một vùng chim đặc hữu cấp hai. Phân vùng chim đặc hữu này chủ yếu thuộc địa phận tỉnh Kon Tum và nam Quảng Nam Việt Nam.
Thảm thực vật tự nhiên của phân vùng chim đặc hữu này chủ yếu là rừng thường xanh trên núi. Đây là nơi sống của chín loài chim có vùng phân bố hẹp, trong số đó ba loài đã hoàn toàn khẳng định là: Khướu vằn đầu đen, Khướu Ngọc Linh và Khướu Kon Ka Kinh. Cả ba loài này là những loài mới phát hiện cho khoa học trong các năm 1990, đây là vùng chim đặc hữu mới được xác định ở châu Á.

## Phân vùng chim đặc hữu núi Fan Si Pan và Bắc Lào

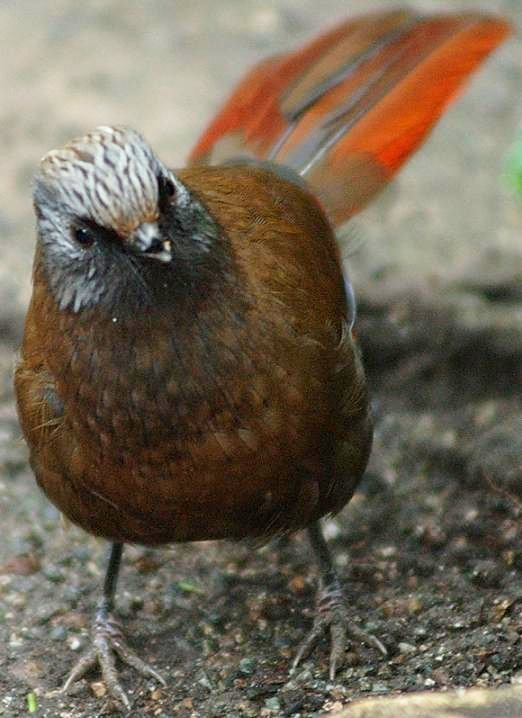
Khướu cánh đỏ, loài chim đặc hữu của vùng núi Fan Si Pan và Bắc Lào

Phân vùng chim đặc hữu núi Fan Si Pan và Bắc Lào với bốn loài chim có vùng phân bố hẹp, tất cả những loài này cũng ghi nhận ở các vùng chim đặc hữu khác, đó là Nuốc đuôi hồng Harpactes wardi, Khướu cánh đỏ Garrulax formosus, Chích đớp ruồi mỏ rộng Tickellia hodgsoni và Trèo cây mỏ vàng Sitta solangiae. Loài Nuốc đuôi hồng đã lâu không có ghi nhận ở Việt Nam kể từ khi chúng được phát hiện, tuy nhiên, loài này có thể vẫn còn phân bố ở một nơi nào đó trong dãy Hoàng Liên Sơn.

## Vùng chim đặc hữu vùng núi Đông-Nam Trung Quốc
Vùng chim đặc hữu vùng núi Đông-Nam Trung Quốc có vùng phụ cận thuộc miền núi phía bắc Việt Nam. Nằm ở độ cao từ 300 m đến 1900 m, vùng chim đặc hữu này có diện tích lên tới 610000 km², chủ yếu thuộc địa phận Trung Quốc: nam An Huy, nam Giang Tô, Triết Giang, Phúc Kiến, Giang Tây, Hồ Nam, Quảng Tây, bắc Quảng Đông, đông Quý Châu và vùng phụ cận thuộc bắc Việt Nam.
Vùng này có năm loài chim có vùng phân bố hẹp, trong đó chỉ một loài có ở Việt Nam là Vạc hoa Gorsachius magnificus. Trong phạm vi Việt Nam vừa mới ghi nhận loài Vạc hoa ở một điểm duy nhất ở phía bắc Việt Nam là ở tỉnh Bắc Kạn.